# Blunt (cannabis)
Um blunt é um cigarro envolto por folhas de tabaco e, posteriormente, preenchido com cannabis. É enrolado com folhas de tabaco, de modo similar aos charutos. Um blunt é diferente de um baseado, que é enrolado em folhas de papel ou "sedas".

## História e etimologia
A prática teve origem na cidade de Nova York. Os blunts recebem este nome por causa dos charutos da marca Phillies Blunt, mas o termo é utilizado para designar qualquer charuto ou cigarrilha. 

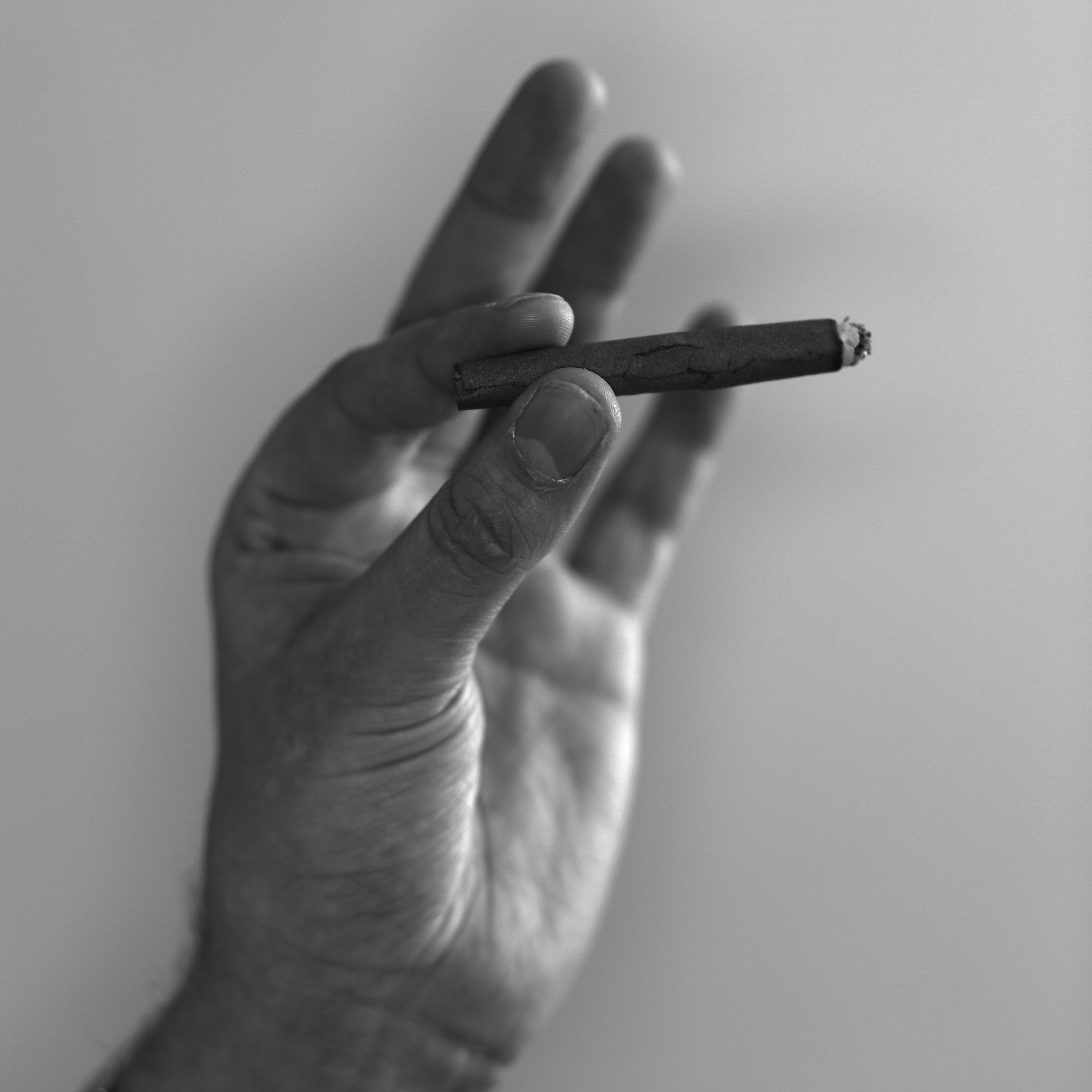
Uma cigarrilha sem corte.

## Blunts prontos
Blunts também são vendidos prontos, e contam com centenas de sabores e várias marcas. Por vezes são referidos como "blunt wraps".

## Indústria do tabaco
Na indústria do tabaco, um blunt é definido como um charuto mais largo que uma cigarrilha. Uma cigarrilha ou charuto que foram partidos e preenchidos com maconha ainda são chamados de blunt na cultura da canábica. 

## Dependência de nicotina
Devido ao conteúdo de tabaco na folha da embalagem, as embalagens comerciais de blunt carregam consigo os riscos do uso do tabaco, incluindo a dependência da nicotina.